# Раскати (Нижньогородська область)
Раскати (рос. Раскаты) — присілок в Воскресенському районі Нижньогородської області Російської Федерації.
Населення становить 302 особи. Входить до складу муніципального утворення Староустинська сільрада.

## Історія
Від 2009 року входить до складу муніципального утворення Староустинська сільрада.

## Населення
| 1999 | 2002 | 2010 |
| ---- | ---- | ---- |
| 397  | ↘383 | ↘302 |